# Богоньо
Богоньо, Боґоньйо (італ. Bogogno, п'єм. Boeugn) — муніципалітет в Італії, у регіоні П'ємонт, провінція Новара.
Богоньо розташоване на відстані близько 530 км на північний захід від Рима, 95 км на північний схід від Турина, 25 км на північ від Новари.
Населення — 1326 осіб (2014).
Покровитель — Sant'Agnese.

## Демографія
Населення за роками:

Станом на 1 січня 2023 року в муніципалітеті офіційно проживало 87 іноземців з 19 країн, серед них 19 громадян країн Євросоюзу та 24 громадяни України.

## Сусідні муніципалітети
- Аграте-Контурбія
- Боргоманеро
- Кресса
- Суно
- Веруно